# Universität Salamanca
Die Universität Salamanca (spanisch: Universidad de Salamanca; lat.: Universitas Studii Salamanticensis) befindet sich in Salamanca und ist die älteste Universität Spaniens und eine der ältesten Universitäten Europas.

## Geschichte
Die Universität wurde als eine „Allgemeinschule des Königreiches“ vom leonesischen König Alfons IX. im Jahre 1218 gegründet, damit die Einwohner des Königreiches León in ihrem Reich studieren konnten und nicht nach Kastilien mussten. Am 8. Mai 1254 regelte König Alfons X. in einer Gründungsurkunde ihre Erhebung in den Rang einer Universität. Zugleich beantragte er bei Papst Alexander IV. die allgemeine Anerkennung der von ihr vergebenen akademischen Grade. Das Kirchenoberhaupt erteilte diesem Wunsch in einer Bulle von 1255 seine grundsätzliche Zustimmung.
Einige Gebäude wurden im Plateresken Stil errichtet. Als Kolumbus beim spanischen Herrscherpaar Isabella I. und Ferdinand II. um Unterstützung seiner Expedition nach Indien warb, tat er das in einem Vortrag vor Geographen der Universität Salamanca.
Durch Francisco de Vitoria wurde ab 1526 die Schule von Salamanca begründet, die den Kern der Spanischen Spätscholastik bildete. Die Schüler Vitorias wurden die Begründer der neuzeitlichen Naturrechtslehre und der klassischen Nationalökonomie.
Am Ende des goldenen Zeitalters Spaniens (1550 bis 1650) sank die Qualität der akademischen Ausbildung an allen spanischen Universitäten. Das Niveau der Professoren und Studierenden und das Ansehen der Universität sanken daraufhin ab.
Neben der Universität Salamanca gibt es in der Stadt seit 1940 die Päpstliche Universität Salamanca, an der die 1852 vom spanischen Staat aufgelösten ehemaligen Fakultäten für Theologie und Kirchenrecht wiedergegründet wurden.

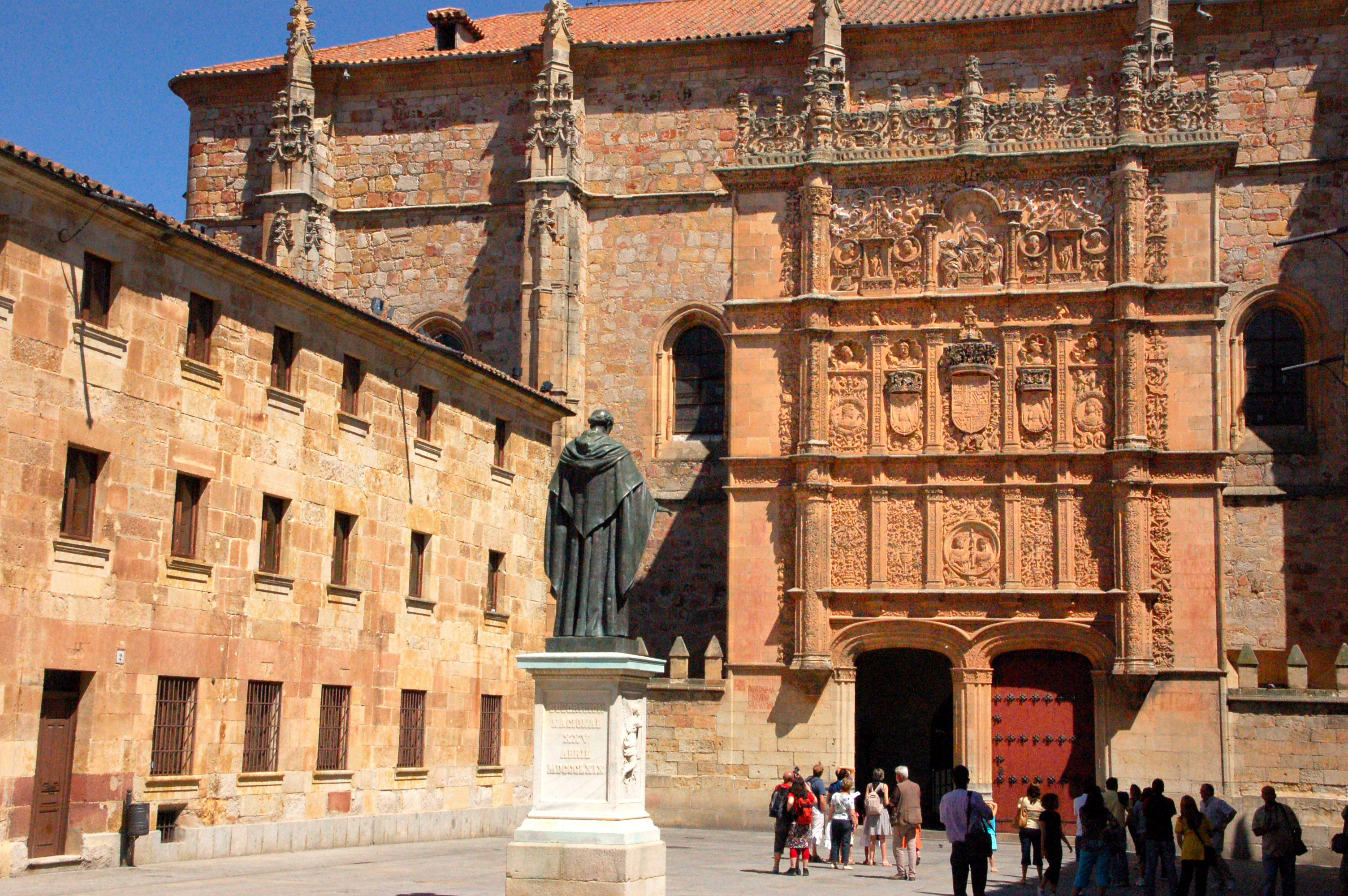
Eingang in das Universitätsgebäude
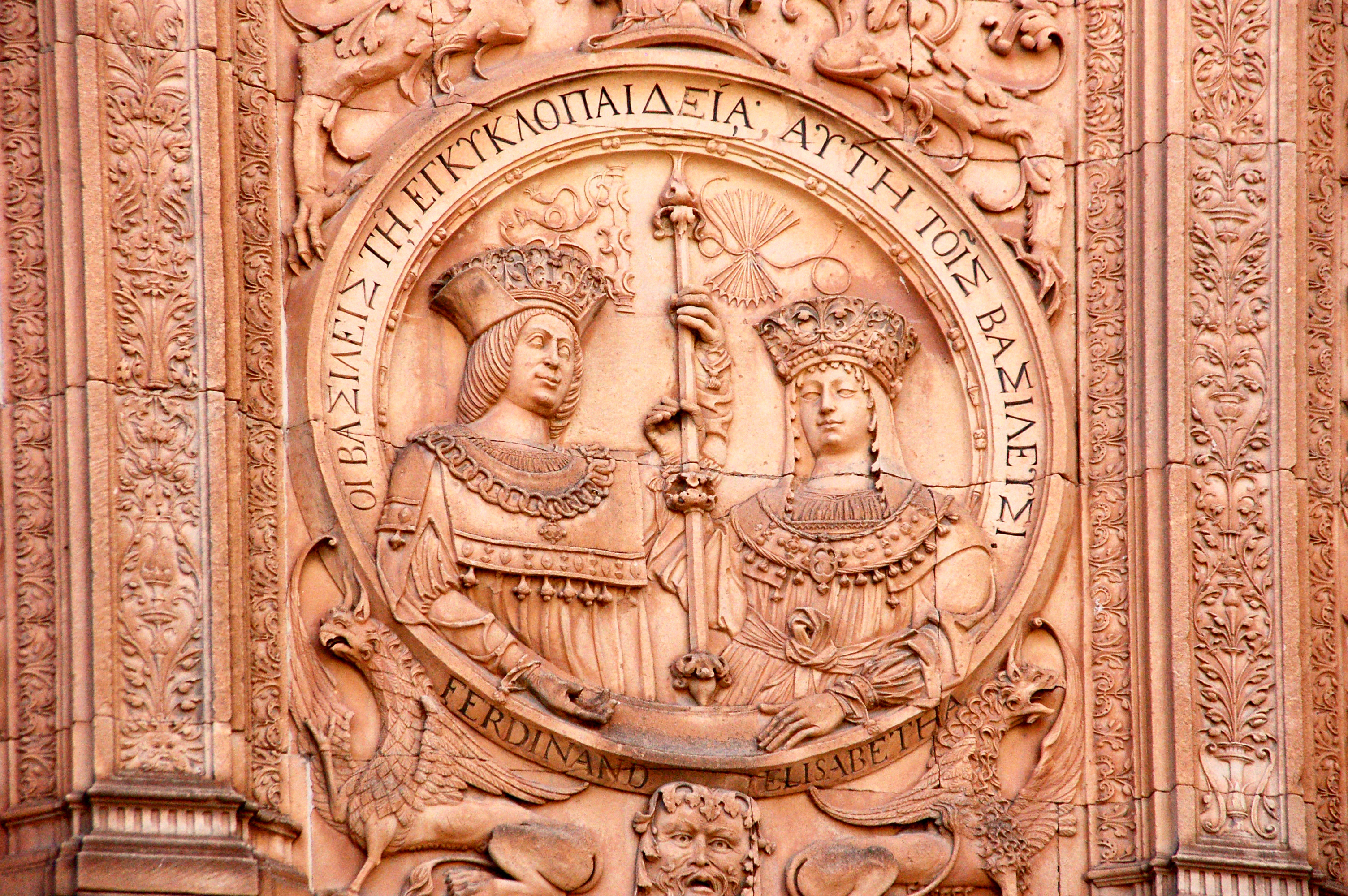
Detail des Universitätsgebäudes
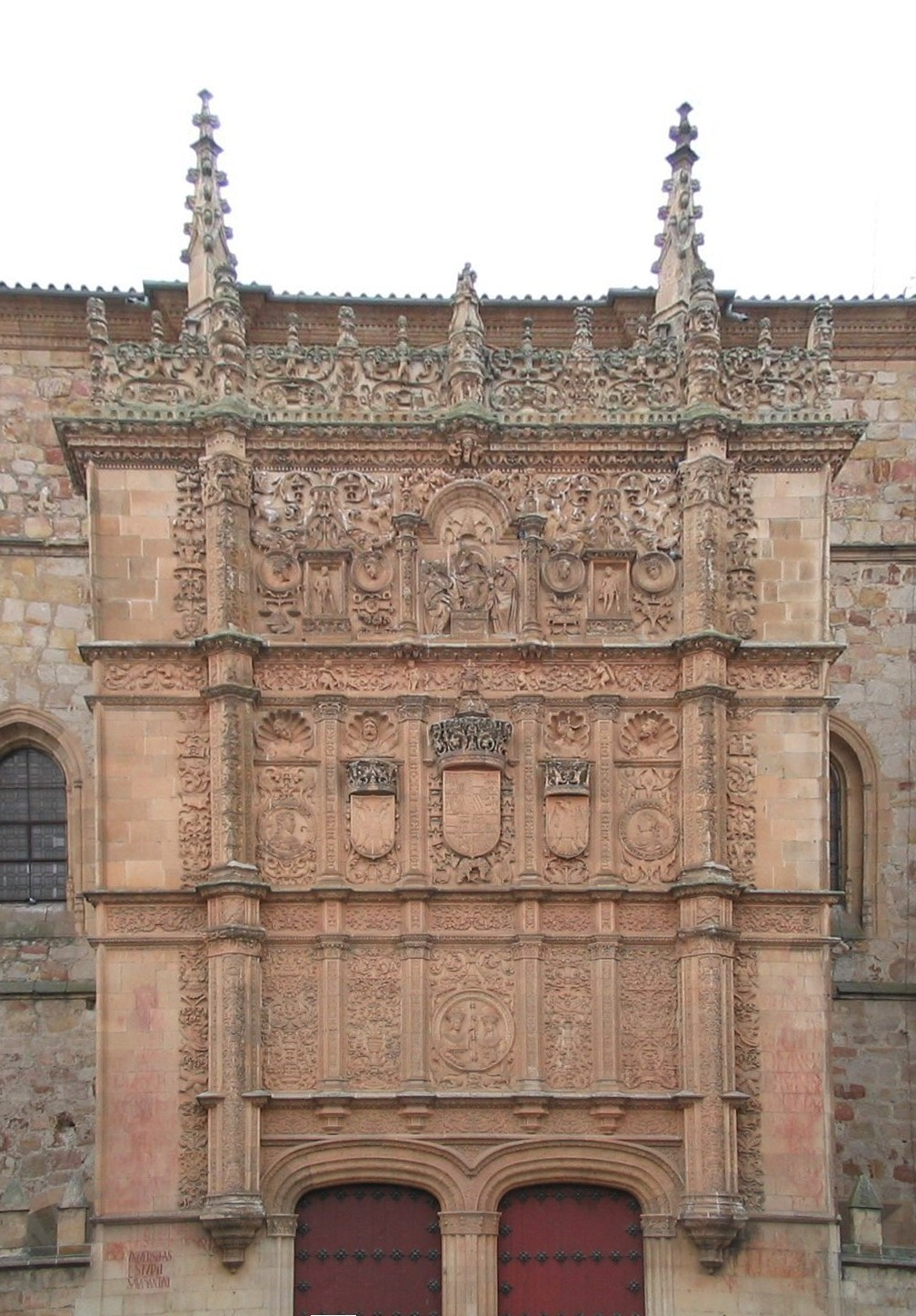
Fassade der Escuelas Mayores der Universität Salamanca
Graduiertensymbol der Universität Salamanca

## Universität heute
Heute beheimatet die Universität einige sehr angesehene Forschungsinstitute. In Zusammenarbeit mit der Universität Cambridge entwickelte sie 1989 die Association of Language Testers in Europe (ALTE). An der Universität Salamanca werden große Teile der Prüfungen der Diplomas de Español como Lengua Extranjera (DELE) entworfen und nachgesehen.
Die Universität Salamanca unterhält Partnerschaften mit der Hochschule Ansbach in Deutschland und der Alpen-Adria-Universität Klagenfurt in Österreich.

## Persönlichkeiten
- Rodrigo Sánchez de Arévalo (1404–1470), spanischer Bischof
- Antonio de Nebrija (1441–1522), spanischer Humanist
- Abraham Zacuto (1450–1510), sephardischer Astronom
- Francisco de Vitoria (um 1483–1546), katholischer Moraltheologe
- Hernán Cortés (1485–1547), spanischer Konquistador
- Martin de Azpilcueta (1492–1586), spanischer Theologe
- Domingo de Soto (1494–1560), spanischer Theologe
- Alfonso de Castro (1495–1558), spanischer Theologe
- Pedro de Soto (1494/1500–1563), spanischer Theologe
- Diego de Covarrubias y Leyva (1512–1577), spanischer Kirchenjurist
- Fernando Vázquez de Menchaca (1512–1569), spanischer Jurist
- Francisco de Salinas (1513–1590), spanischer Gelehrter, Organist und Komponist
- Luis de León (1527–1591), spanischer Dichter
- José de Acosta (1540–1600), Jesuit, Missionar und Gelehrter
- Hl. Johannes vom Kreuz (San Juan de la Cruz) (1542–1591)
- Gregor von Valencia (1549–1603), spanischer (in Bayern wirkender) Jesuit und Theologe
- Sebastián de Vivanco (um 1550–1622), spanischer Komponist
- Martin Anton Delrio (1551–1608), katholischer Theologe und Jesuit sowie Jurist, Philologe und Historiker
- Luis de Góngora (1561–1627), spanischer Lyriker
- Aodh Mac Cathmhaoil (1571–1626), irischer Theologe, Franziskaner und Erzbischof
- Gaspar de Guzmán (1587–1645), spanischer Politiker
- Pedro Calderón de la Barca (1600–1681), spanischer Dichter
- Jules Mazarin (1602–1661), französischer Kardinal
- Nicolás Antonio (1617–1684), spanischer Bibliograf
- Gaspar Sanz (1640–1710), spanischer Komponist und Gitarrist des Barock
- Miguel de Unamuno (1864–1936), spanischer Philosoph
- Mateo Múgica Urrestarazu (1870–1968), spanischer Bischof
- Abd el-Krim (1882–1963), Aufständischer der Rifkabylen
- Pedro Salinas (1891–1951), spanischer Schriftsteller
- Adolfo Suárez (1932–2014), spanischer Politiker
- Iris Zavala (1936–2020), puerto-ricanische Schriftstellerin, Dichterin und Hochschullehrerin
- Ana Pastor Julián (* 1957), spanische Politikerin
- Bienvenu Manamika Bafouakouahou (* 1964), kongolesischer Bischof